# Urgentj
Urgentj er en by i det syd-centrale Usbekistan, med et indbyggertal (pr. 1999) på cirka 139.000. Byen ligger ved bredden af floden Amu Darya. 
41°33′N 60°38′Ø / 41.550°N 60.633°Ø